# Bolečina
Bolečína je bolj ali manj lokaliziran neprijeten občutek nelagodja ali stiske, ki nastane zaradi vzdraženja nociceptorjev (bolečinskih receptorjev) in predstavlja zaščitni mehanizem – opozorilo organizmu, da se izogne škodljivim dejavnikom, da se zmanjša telesna dejavnost ali dejavnost prizadetega dela telesa. Je eden najpogostejših simptomov, zaradi
katerih bolniki iščejo pomoč pri zdravniku v osnovni zdravstveni dejavnosti.

## Opredelitev
Po definiciji Mednarodnega združenja za proučevanje bolečine (IASP) je bolečina neprijetna čutna in čustvena zaznava, povezana z dejansko ali potencialno poškodbo tkiva. Bolečina je občutek, ki je vedno neprijeten in zato izkušenj posameznika, ki so podobne bolečini, a niso neprijetne, ne opredeljujemo kot bolečino. Nekateri posamezniki tožijo za
bolečinami ob odsotnosti poškodbe, okvare tkiva ali prisotnosti patofizioloških razlogov, ki bi jo povzročali. Če oseba svojo izkušnjo dojema kot bolečino in o njej na tak način tudi poroča, jo je treba tako tudi obravnavati. Pomembno je tudi, da nezmožnost verbalnega komuniciranja ne pomeni, da posameznik ne čuti bolečine.
Bolečina je lahko akutna ali kronična. Kadar bolčina nastane hitro in traja kratek čas, govorimo o akutni bolečini, ki ima svoj biološki smisel. Prizadeto osebo opozori na škodljivo dogajanje v organizmu ali njeni neposredni okolici in ima varovalni učinek. Kronična bolečina pa je bolečina, ki ostaja tudi po tem, ko osnovni vzrok bolezni ali poškodbe izgine, ali kadar vzroka ni mogoče odstraniti. Traja več kot tri do šest mesecev in se lahko nadaljuje neomejeno dolgo. Kronična bolečina izgubi svoj biološki smisel. Je patološka bolečina, ki ne pomeni samo ponavljajoče se ali dalj časa trajajoče akutne bolečine kot simptoma, temveč je sama po sebi bolezen.

## Fiziologija
Zaznava bolečine je rezultat vzdraženja perifernih ali visceralnih nociceptorjev. To so prosti končiči bolečinskih živcev, na katerih se ob dovolj močnem draženju (mehanskem, kemičnem ali toplotnem) sproži akcijski potencial. Impulz se po živcih prenese v osrednje živčevje. 
Bolečinska vlakna so dveh vrst:
- hitro prevajajoča Aδ-vlakna (tanjša, mielizirana),
- počasi prevajajoča C-vlakna (debelejša, nemielizirana).

Vzdraženje Aδ-vlaken povzroči ostro, dobro lokalizirano bolečino, vzdraženje C-vlaken pa topo in slabše lokalizirano, zlasti drobovno bolečino. 
Primarna bolečinska vlakna vstopajo v zadajšnjih rogovih v hrbtenjačo, kjer se preklapljajo na sekundarna bolečinska vlakna ter prehajajo po spinotalamični progi v možgane. Primarna bolečinska vlakna delajo sinapse tudi neposredno z motoričnimi živci, kar izzove refleksne gibe po vzdraženju (na primer umaknitveni refleks). 
V zaznavanje bolečine je v možganih vpleten tudi limbični sistem, kar povzroča spremljajoča neprijetna čustva. Bolečinska vlakna prehajajo do možganske skorje, ki je pomembna za lokalizacijo bolečine. 

## Vrste bolečin
Bolečine delimo po različnih sodilih v več vrst:
- Glede na fiziološko vlogo poznamo:
  - fiziološko bolečino – to je bolečina, ki ima obrambno in opozorilno vlogo;
  - patološko bolečino – to je vsaka kronična bolečina in ovira posameznika v vsakodnevnem življenju.

- Glede na trajanje ločimo:
  - akutno bolečino – ki se pojavi zaradi tkivne poškodbe in izzveni po prenehanju bolečinskega dražljaja;
  - kronično bolečino – dolgotrajna bolečina, ki postane neodvisna od bolečinskih dražljajev.

- Glede na lokalizacijo ločimo:
  - somatsko bolečino – to je povrhnja bolečina, najpogosteje v koži;
  - visceralno bolečino – bolečina, ki jo čutimo v notranjih organih.

- Glede na nastanek poznamo:
  - nociceptivna bolečina – je posledica draženja perifernih nociceptorjev zaradi patološkega procesa;[1]
  - nevropatska bolečina – je posledica poškodbe ali patologije v živčevju; pojavlja se predvsem pri bolnikih s sladkorno boleznijo, postherpetično nevralgijo, možgansko kapjo, pri kroničnih ranah;[7]
  - psihogena bolečina – za zaznavo tovrstne bolečine ni moč odkriti telesnega vzroka.

Posebni vrsti sta še:
- prenesena bolečina – je bolečina, ki sicer izvira v notranjem organu, občutimo pa jo kot slabo lokalizirano bolečino na površini telesa (na primer pri angini pektoris bolečina v vratu);
- projicirana bolečina – gre za neposredno draženje bolečinskih vlaken, kar izzove zaznavo bolečine v perifernem predelu, ki ga dotični živec oživčuje.

## Zdravljenje

### Akutna bolečina
Najboljše zdravljenje bolečine je seveda vzročno, ob vzročnem zdravljenju pa se pogosto uporabljajo tudi simptomatske metode za lajšanje bolečine. Akutno bolečino lahko lajšamo na različne načine, med katere sodijo tudi nefarmakološki postopki, kot so masaža, segrevanje, hlajenje, transkutana elektrostimulacija (TENS), akupunktura,
magnetoterapija. V razvitem svetu akutno bolečino najpogosteje lajšamo z zdravili. Protibolečinska zdravila (analgetike) lahko razdelimo v tri skupine:
- paracetamol in nesteroidna protivnetna zdravila – za lajšanje šibke bolečine
- šibki opioidi – za lajšanje zmerne bolečine (lahko se kombinirajo tudi z zgoraj omenjenimi neopioidnimi analgetiki)
- močni opioidi – za lajšanje hude bolečine (prav tako se lahko kombinirajo z neopioidnimi analgetiki)

### Kronična bolečina
Možnosti zdravljenja kronične bolečine delimo v šest glavnih kategorij: farmakološko zdravljenje (zdravljenje z zdravili), fizikalna medicina, vedenjska medicina, nevromodulacija, interventni pristopi, kirurški pristopi. Optimalni rezultati so pogosto posledica kombinacije različnih pristopov. Najpogosteje se uporablja farmakološki pristop, vendar uporaba zdravila ne bi smel biti edini cilj zdravljenja kronične bolečine. Zdravila za zdravljenje kronične bolečine delimo na več skupin:
- paracetamol in nesteroidna protivnetna zdravila (neopioidni analgetiki),
- opioidi,
- alfa 2 adrenergični agonisti,
- antidepresivi,
- antiepileptiki in
- mišični relaksanti.